# Église protestante luthérienne indépendante
L'Église protestante luthérienne indépendante (en allemand : Selbständige Evangelisch-Lutherische Kirche ou SELK) est une Église luthérienne confessionnelle en Allemagne, laquelle compte environ 33 200 membres. Son siège se trouve à Hanovre. Elle est membre du Concile luthérien international. La SELK est reconnue comme établissement public du culte.

## Histoire
L’Église protestante luthérienne indépendante a été fondée en 1830. L'Église actuelle date de 1972. Elle a pour évêque depuis 2006 Hans-Jörg Voigt (de).